# Argument de l'illusion
En philosophie de la perception, l'argument de l'illusion est un argument en faveur de la thèse selon laquelle nous ne percevons jamais que des données des sens. Il se présente comme une critique du réalisme direct et s'appuie sur les illusions naturelles les plus courantes. 

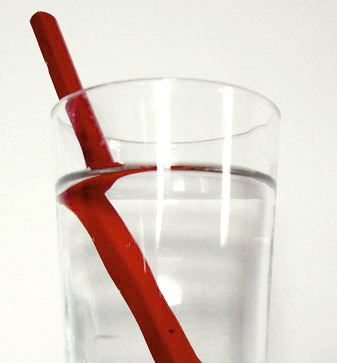
Un crayon en partie immergé dans un verre d'eau offre un exemple simple d'illusion naturelle.

L'argument de l'illusion a initialement été défendu par Alfred Jules Ayer et a été longuement débattu dans les contextes de la philosophie de l'esprit et de la philosophie des sciences.

## Cas exemplaire du bâton de Descartes
Le cas du bâton à moitié immergé dans l'eau, initialement avancé par Descartes, constitue un exemple classique d'illusion naturelle : j'ai un bâton qui me paraît droit mais quand je le tiens sous l'eau, il semble se plier et se déformer. Je sais que le bâton est droit et que sa flexibilité apparente est un effet lié à la perception que j'ai de lui à travers l'eau, mais, malgré tout, je ne peux pas changer l'image mentale que j'ai du bâton en tant qu'il est courbé. Étant donné le fait que le bâton n'est pas courbé, son apparence peut être décrite comme une illusion, mais cette illusion ne se distingue pas fondamentalement de la perception normale de l'objet. Dans les deux cas, plutôt que de percevoir directement le bâton, nous percevons une image de bâton constituée d'un ensemble de « données des sens ». Cette représentation mentale ne nous dit rien au sujet des véritables propriétés du bâton, qui restent inaccessibles à nos sens.

## Indiscernabilité de l'expérience perceptive véridique et de l'illusion
L'argument de l'illusion repose sur la constatation apparemment triviale qu'une expérience véridique et une illusion peuvent se ressembler en tous points, au sens où le sujet peut ne pas savoir dans lequel des deux états il se trouve. De là découle que les expériences véridiques et les expériences illusoires sont un même type d'expérience ayant un même type d'objet. Étant admis que les expériences illusoires ont pour objet des données des sens (des sense-data en anglais), l'argument conclut que toute expérience perceptive, véridique comme illusoire, a pour objet un ensemble de données des sens. Nos sens ne nous mettraient donc pas en relation avec le monde tel qu'il existe en soi, mais seulement avec des représentations ou contenus mentaux.

## Critiques de l'argument
De nombreuses critiques de l'argument de l'illusion ont été formulées. Pour les partisans de la théorie disjonctive de la perception (Hinton, John McDowell), le fait que l'on ne puisse pas distinguer de l'intérieur entre une expérience véridique et une illusion n'implique pas que les deux expériences constituent un même état mental. De plus, nous ne devons pas, selon eux, accepter l'idée que l'objet d'une illusion est un authentique objet.